# NGC 3833
NGC 3833 је спирална галаксија у сазвежђу Девица која се налази на NGC листи објеката дубоког неба.
Деклинација објекта је + 10° 9' 41" а ректасцензија 11h 43m 28,9s. Привидна величина (магнитуда) објекта NGC 3833 износи 13,8 а фотографска магнитуда 14,5. Налази се на удаљености од 87,053 милиона парсека од Сунца. NGC 3833 је још познат и под ознакама UGC 6692, MCG 2-30-20, CGCG 68-43, PGC 36441.